# Les Nouvelles du matin

Les Nouvelles du matin est un journal quotidien qui a paru à la Libération.
Il a duré du no 1 (1er février 1945) au no 291 (2 janvier 1946).
Il a été fondé par le résistant et journaliste Jean Marin.
Quand les difficultés financières amènent Jean Marin à céder le titre à un groupe financier, André Malraux, ministre de l'Information, suspend l'aide financière du gouvernement et le titre disparaît.